# Jelgavas distrikt
Jelgavas distrikt (lettisk: Jelgavas rajons) er beliggende i regionen Semgallen i midten af Letland. Udover den centrale administration består Jelgavas distrikt af 15 selvstyrende enheder: 1 by (lettisk: pilsētas, plur.; pilsēta, sing.), 2 storkommuner (lettisk: novadi, plur.; novads, sing.) samt 12 landkommuner (lettisk: pagasti, plur.; pagasts, sing.). 

## Selvstyrende enheder underlagt Jelgavas distrikt
- Eleja landkommune
- Glūda landkommune
- Jaunsvirlauka landkommune
- Kalnciems by
- Lielplatone landkommune
- Līvbērze landkommune
- Ozolnieki storkommune
- Platone landkommune
- Sesava landkommune
- Sidrabene landkommune
- Svēte landkommune
- Valgunde storkommune
- Vilce landkommune
- Vircava landkommune
- Zaļenieki landkommune